# Cemitério Judaico (Thür)

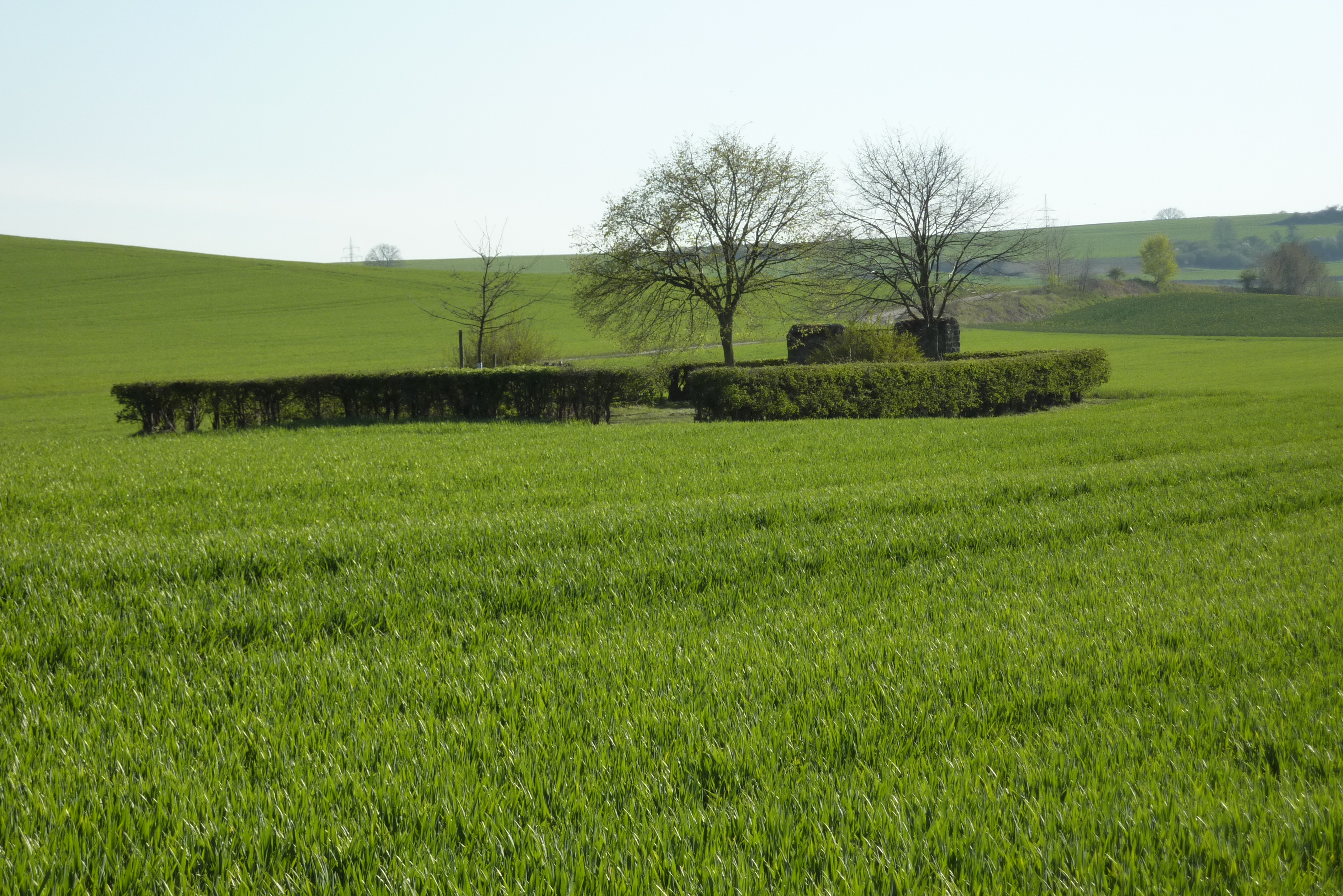
Cemitério judaico em Thür, vista geral

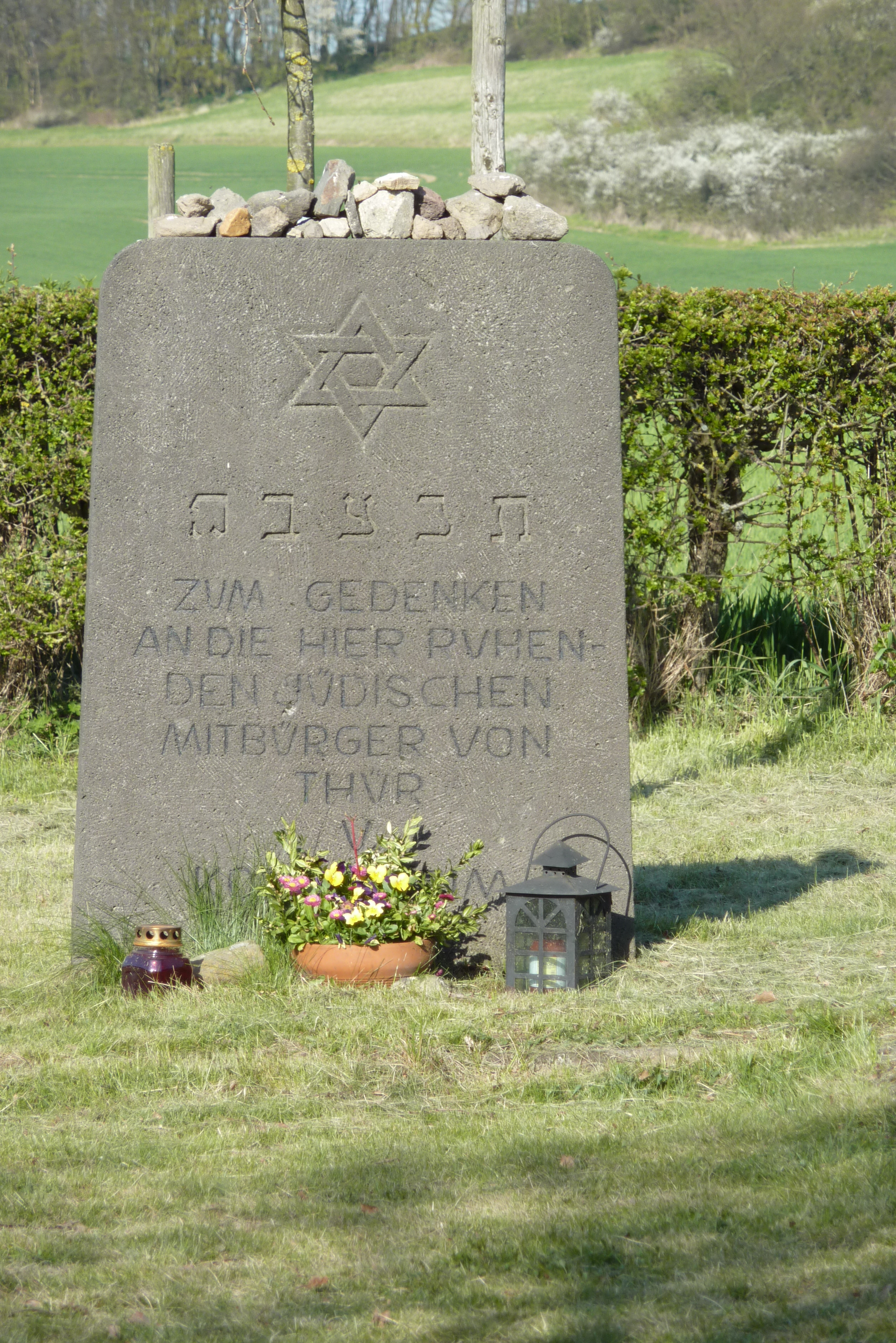
Pedra memorial no cemitério judaico em Thür

O Cemitério Judaico de Thür (em alemão:  Jüdische Friedhof Thür) é um cemitério judaico em Thür, um município da Alemanha localizado no distrito de Mayen-Koblenz, estado da Renânia-Palatinado. O cemitério é um monumento cultural protegido e está localizado na estrada rural em sentido a Welling.

## História
A comunidade judaica em Thür e seus associados judeus em Kottenheim inicialmente enterraram seus mortos no Cemitério Judaico de Mayen. Por volta de 1894 um cemitério separado foi criado em Thür, onde os enterros ocorreram até a década de 1930.
Durante o terror nazista o cemitério foi destruído e as matzevas foram removidas.
Depois de 1945 uma pedra memorial foi erguida com a seguinte inscrição: Em memória dos concidadãos judeus de Thür e Kottenheim que descansam aqui.